# Sugiyama Manabu
Manabu Sugiyama (sinh ngày 24 tháng 7 năm 1968) là một cầu thủ bóng đá người Nhật Bản.

## Sự nghiệp câu lạc bộ
Manabu Sugiyama đã từng chơi cho Shimizu S-Pulse.